# اچ‌ام‌اس ویکسن (۱۸۶۵)
اچ‌ام‌اس ویکسن (۱۸۶۵) (به انگلیسی: HMS Vixen (1865)) یک کشتی بود که طول آن ۱۶۰ فوت (۴۹ متر) بود. این کشتی در سال ۱۸۶۵ ساخته شد.